# Rhaphidophora petrieana
Rhaphidophora petrieana är en kallaväxtart som beskrevs av Alistair Hay. Rhaphidophora petrieana ingår i släktet Rhaphidophora och familjen kallaväxter. Inga underarter finns listade.